# Římskokatolická farnost Trhové Sviny
Římskokatolická farnost Trhové Sviny je územním společenstvím římských katolíků v rámci vikariátu České Budějovice - venkov českobudějovické diecéze.

## O farnosti

### Historie
Trhové Sviny jsou prvně písemně doloženy v roce 1260, kdy zde zřejmě již byla duchovní správa. Místní farnost byla součástí doudlebského děkanátu v rámci bechyňského arcijáhenství. Farnost byla vždy poměrně rozsáhlá, což vyžadovalo přítomnost hned několika duchovních, aby bylo možno zajistit duchovní potřeby obyvatel. Roku 1842 byla farnost povýšena na děkanství. V roce 1949 bylo její území dále rozšířeno o Slavče, které do té doby patřily k farnosti v Žumberku. Farní kronika uvádí, že ještě v roce 1950 zde působili tři kněží (děkan a dva kněží v úřadu katechetů), přesto bylo problematické i při tomto počtu rozsáhlou farnost plně obstarávat.
Děkan Jaroslav Holub vedl v letech 1950-1963 obsahově zajímavou farní kroniku, ve které zaznamenával poměrně otevřeně pro církev těžké poměry po komunistickém převratu. Vedle záznamů o životě farnosti v Trhových Svinech zaznamenával také překládání kněží v okolních farnostech, popisoval a komentoval stupňující se státní zásahy proti katolické církvi atd. Kroniku přestal vést v roce 1963 poté, co ji četl okresní církevní tajemník, a věci v ní zapsané použil jednak proti samotnému děkanu Holubovi, jednak proti některým věřícím.

#### Přehled duchovních správců
- do r. 1947 R.D. Jan Dobrodinský
- 1947-1948 R.D. Stanislav Sasina
- 1948-1950 R.D. Jan Urban
- 1950-1993 R.D. Jaroslav Holub
- 1993-1994 R.D. Mgr. Ivo Valášek
- 1994-1996 R.D. Hroznata Dominik Holický, JC.D.
- 1996-2008 R.D. Ondřej Huječek
- 2008 (září-říjen) R.D. Mgr. Tomáš Dryje
- 2008-2018 R.D. Mgr. Marcin Dawid Źelazny († 28. 12. 2018)
- 2019 (leden-červen) R. D. Josef Stolařík, administrátor excurrendo
- od 1.7.2019 P. Andrej Ludovít Šabo, Opus J.S.S.

#### Poutní místo Nejsvětější Trojice u Trhových Svinů
Od 16. století existovala nedaleko městečka Trhových Svinů kaple, zasvěcená Nejsvětější Trojici. Na počátku 18. století byla přestavěna na působivý poutní kostel hvězdicovitého půdorysu s ambity. Farní kronika uvádí, že zde bývávala v časech komunismu procesí o slavnosti Božího Těla. Farnost tím poněkud obcházela státní regulaci pobožností, které byly vykázány výlučně na církevní půdu. Areál poutního kostela umožňoval průvod venku v ambitech.

### Současnost
Farnost mívala sídelního duchovního správce, který byl zároveň administrátorem ex currendo ve farnostech Olešnice, Benešov nad Černou a Žumberk. Od r. 2019 je administrována excurrendo z Horní Stropnice.
| Fotografie | Kostel                         | Místo                        | Bohoslužba                | Bohoslužba                | Poznámka        |
| ---------- | ------------------------------ | ---------------------------- | ------------------------- | ------------------------- | --------------- |
|            | Kaple                          | Něchov                       | neslouží se pravidelně    | neslouží se pravidelně    | obecní kaple    |
|            | Kaple Korunování Panny Marie   | Otěvěk                       | neslouží se pravidelně    | neslouží se pravidelně    | obecní kaple    |
|            | Kostel sv. Filipa a Jakuba     | Slavče                       | neděle                    | 11.00                     | filiální kostel |
|            | Kostel Nanebevzetí Panny Marie | Trhové Sviny                 | neděle středa pátek       | 9.00 18.00                | farní kostel    |
|            | Kostel Nejsvětější Trojice     | Trhové Sviny - Svatá Trojice | 1x ročně poutní Mše svatá | 1x ročně poutní Mše svatá | poutní kostel   |
|            | Kaple                          | Záluží                       | neslouží se pravidelně    | neslouží se pravidelně    | obecní kaple    |